# جون كارلسون (لاعب غولف)
جون كارلسون هو لاعب غولف سويدي، ولد في 29 أغسطس 1986 في غوتنبرغ في السويد.

## وصلات خارجية
- الموقع الرسمي
- جون كارلسون على موقع رابطة أوروبا للاعبي الغولف المحترفين (الإنجليزية)
- جون كارلسون على موقع التصنيف العالمي الرسمي للغولف (الإنجليزية)